# .pg
.pg — национальный домен верхнего уровня для Папуа — Новой Гвинеи.
Регистрация осуществляется под именами второго уровня .com.pg, .net.pg, .ac.pg, .gov.pg, .mil.pg и .org.pg.
Политика разрешения споров аналогична политике Network Solutions до введения UDRP в 2000 году; владелец товарного знака может возражать против регистрации домена, и это приведет к приостановке регистрации домена, если только регистратор не сможет продемонстрировать права на товарный знак (и внести залог для возмещения ущерба реестру) или получить решение суда в свою пользу.
10 мая 2013 года код ISO 3166-1 для Папуа-Новой Гвинеи был изменен, чтобы отразить PG, используемую для национального домена верхнего.